# Stadio Moretti
Lo stadio Moretti, o campo polisportivo Moretti, era un impianto sportivo di Udine, costruito nel 1920 e inattivo dal 1976. Fu demolito nel 1998 e sull'area sorge il parco urbano Moretti.

## Storia

Panoramica dello stadio e della circostante realtà cittadina di Udine nei primi anni 1950

Il primo campo dell'Udinese era ubicato sul retro delle scuole elementari "Dante Alighieri" e fu utilizzato dall'inizio dell'attività calcistica fino al 1914.
Il secondo campo, situato fuori Porta Venezia, fu inaugurato l'11 ottobre 1914 ospitando i lagunari nella partita Udinese-Venezia (2-2), ma non durò a lungo anche a causa dell'inizio del conflitto mondiale.
Alla ripresa dell'attività sportiva l'Udinese edifica il nuovo campo di viale Venezia (situato fra via Moretti e via Mentana) e lo inaugura il 31 agosto 1919 in una partita che la vede uscire sconfitta per 1-2 contro il Padova.
Lo stadio successivo prende il nome dalla Moretti, produttrice di birra, che aveva il suo stabilimento nelle immediate vicinanze e costruisce l'impianto sui propri terreni, concedendone l'utilizzo ad un canone irrisorio. L'inaugurazione del Campo Polisportivo Moretti avvenne alle ore 16.00 del 25 maggio 1924, con un discorso tenuto dal conte Alessandro Del Torso, presidente dell'Udinese. Fu tra i primissimi impianti di concezione moderna in Italia, precedendo di due anni il Filadelfia di Torino e quello a San Siro di Milano. Di tre il Littoriale di Bologna. 
La struttura veniva usata dalla squadra di calcio locale, l'Udinese, all'interno della quale ottenne il risultato più importante della sua storia; nel 1954-1955, riuscì a giungere seconda in classifica dietro al Milan, sfiorando lo scudetto.
L'impianto era circondato da una pista in terra ovale, per fungere da ippodromo e dove correranno poi anche le moto da speedway; questo rendeva il Moretti uno stadio speciale. Con la costruzione dello Stadio Friuli, la struttura divenne fatiscente e per un breve periodo fu il centro sportivo dell'Udinese, la quale vi faceva giocare le partite della squadra Primavera.
Lo stadio era privo di illuminazione elettrica, pertanto, in occasione delle partite serali di Coppa Italia Semiprofessionisti negli anni '70, l'Udinese doveva "traslocare" allo Stadio Cosulich di Monfalcone o allo Stadio Omero Tognon di Fontanafredda.
Negli ultimi anni rimase solo la tribuna coperta; poi, nel 1998, l'impianto venne definitivamente demolito.

## Curiosità
L'impianto appare nel film L'allenatore nel pallone, quando il protagonista Oronzo Canà si reca in incognito agli allenamenti dell'Udinese per spiare i segreti del fuoriclasse brasiliano Zico, che in quegli anni militava nella squadra friulana.